# وداق

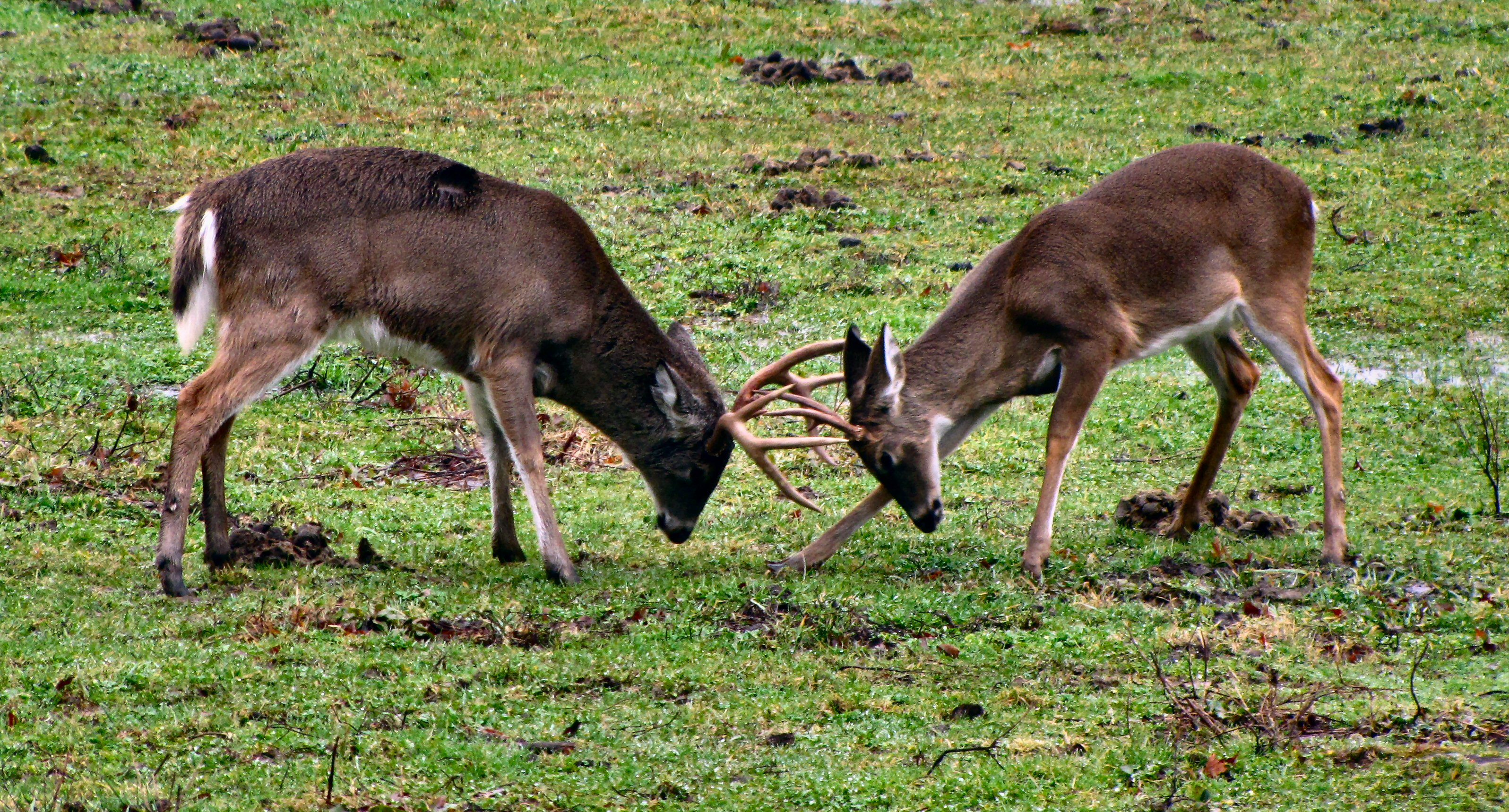
تتناطح الأيائل بوقت الوداق

الوِداقُ هو الدورة النزوية عند الحيوان التي يصحبها هياج جنسي. يسمى أحياناً بدورة الشبق، أو الشياع أو الوِدَاق. والوداق في القاموس يختص بشهوة كل أنثى ذات حافر للفحل، بينما درج حديثاً استخدام المصطلح للتعبير عند الحالة التي تصيب ذكر وأنثى الحيوان عند اشتداد هرمونات التكاثر لديها. أما الحِرْمَة فهي شهوة البضاع عند انثى الدواجن اللبونة، والأنثى بهذه الحالة تُدعى: حِرمَى، جمع حرام وحرامى.

## ذكور الحيوانات
تفز ذكور الجمال والغنام و الماعز مواد كيميائية ذات رائحة مميزة الناث ذلك النوع يطلق عليها الفيرمونات الجنسية. تفرز هذه الفيرمونات من الغدد الجلدية في منطقة العجان للكباش والتيوس ، أو خلف مؤخرة الرأس في ذكور الجمال. وتبدأ الكباش والتيوس والأيائل بالمناطحة، أي بالعراك بنطح رؤوسها ببعضها البعض لإظهار القوة والتنافس على الإناث.

## إناث الحيوانات
حالما تصل النثي للبلوغ فانها تظهر تغيرات فسيولوجية منتظمة في الجهاز التناسلي تسمى بالدورة النزوية ، وهذه التغيرات تكون دورية ومتكررة ما لم يحدث لها توقف بواسطة الحمل أو بعض الحوال المرضية. ومن تلك التغيرات المنتظمة هي افراز اناث بعض الحيوانات كالابقار والفراس تلك الفيرمونات الجنسية الموجودة في منطقة الفرج أو تمررها في البول لتجذب الذكور إليها أثناء الشبق

## في المعجم
يختص في المعجم ألفاظ مختلفة للحيوانات المختلفة، من الحافر الفحل فهو الوداق والجحدلة، وهو من الإبل الضّبعة، ومن الضأن الحنوّ، وهو من السباع الإجعال